# Geraldo Filme
Geraldo Filme de Sousa (São João da Boa Vista, 25 de agosto de 1927 — São Paulo, 5 de janeiro de 1995) foi um compositor, cantor e militante negro brasileiro. Também foi conhecido como; "Seu Geraldo",  "Geraldão da Barra Funda", "Tio Gê" (apelido dado pelas crianças), "Corvão" e  na  infância de"Negrinho das Marmitas".

## Biografia
Geraldo Filme era filho de Sebastião, natural de Ouro Preto, e Augusta Geralda, nascida em São João da Boa Vista. O pai tocava violino, mas foi com a avó que conheceu os cantos de escravos que influenciaram sua formação musical.
Sua mãe tinha uma pensão nos Campos Elísios e ficou conhecida como "negra da pensão". Ela fazia marmitas que o menino Geraldo entregava em toda a região, ficando conhecido como "Negrinho da Marmita". Antes de ser dona de pensão, a mãe de Geraldo Filme foi empregada domestica de uma abastada família paulistana. Nessa época ela teve a oportunidade acompanhar essa família em uma viagem a Londres. Depois de observar os movimentos sindicais em Londres ela teve a ideia de fundar o sindicato das empregadas domesticas, classe trabalhista, que em São Paulo era formado praticamente apenas por mulheres negras. Esse sindicato deu origem ao grêmio recreativo que deu origem ao cordão carnavalesco que futuramente iria se transformar na Escola de Samba Paulistano da Glória.
O cantor e compositor Zeca da Casa Verde foi grande amigo de infância de Geraldo Filme. Devido a forte amizade entre suas respectivas mães, Geraldo e Zeca,que tinham a mesma idade, praticamente, foram amigos "de berço" ao ponto de se identificarem como primos. Na Barra Funda, bairro vizinho, o pequeno Geraldo Filme e Zeca, seu primo de consideração, passavam um bom tempo nas rodas de samba e tiririca (capoeira) que os carregadores e engraxates improvisavam, no Largo da Banana. Nessa época o samba, assim como muitas das manifestações culturais da população negra, eram proibidas. De modo que muitas vezes a roda era interrompida com a chegada da policia.   
Aos 10 anos, após ouvir o pai dizendo que em São Paulo não se fazia samba de qualidade como no Rio de Janeiro, Geraldo Filme compôs seu primeiro samba "Eu Vou Mostrar" com o intuito de provar ao pai que em São Paulo havia samba de qualidade.
Tanto na infância quanto na vida adulta Geraldo Filme participou da festa de Bom Jesus de Pirapora onde havia grande participação da população negra. Discriminados, durante essa festa os negros ficavam alojados em barracões fora da área urbana. Ali, após a parte religiosa do evento,  eles se divertiam com samba de bumbo e outras danças então comuns a população negra do sudeste. Certa vez, quando Geraldo Filme era menino, sua mãe , pagando uma promessa, o havia vestido de anjo. No entanto o organizador da festa o proibiu de andar na procissão com outras crianças vestidas de anjo, por ser negro. Revoltada sua mãe jogou fora as asas e o levou ao barracão onde os negros faziam suas festas, onde não eram discriminados. Essa ocorrência o teria marcado ao ponto de na vida adulta, ter servido de inspiração para o samba "Batuque de Pirapora".
Geraldo Filme foi testemunha participante das antigas manifestações culturais populares de São Paulo, sobretudo das, então reprimidas manifestações culturais da população negra. No programa Ensaio, falando sobre sua juventude ele relatou as rodas de tiriricas, cujos instrumentos improvisados eram as palmas das mãos, as latas de lixos e as caixas de engraxar sapato. Ele relatou  os bailes que os negros promoviam nos porões, para driblar as repressões policiais, as Festas de Bom Jesus de Pirapora, os tamborins artesanais (não havia em São Paulo nenhuma loja especializada nesse tipo de instrumento) em formato quadrado  cuja armação era de madeira e o coro feito com pele de gato e que era esticado numa fogueira improvisada com papel de jornal. Relatou uma época em que o Carnaval acontecia nas ruas sem intervenção do Estado e era sustentado pelo gosto da própria população que, informalmente, se organizava. Nos bairros, por exemplo, enquanto os negros cuidavam da parte musical os italianos se encarregavam da parte da alimentação.  
Geraldo tem o nome ligado à história do Carnaval paulista. Respeitado e querido por todas as escolas, marcou presença na Unidos do Peruche, para quem compôs sambas-enredo, mas é lembrado principalmente por sua ligação com a Vai-Vai. O samba "Vai no Bexiga pra Ver" tornou-se um hino da escola, e "Silêncio no Bexiga" homenageia um célebre diretor de bateria da Vai-Vai, exímio capoeirista das antigas rodas de tiririca e chefe da torcida organizada do Corinthians, o Pato Nágua assassinado, na cidade de Susano, pelo Esquadrão da Morte. Com o samba-enredo “"Solano Trindade, Moleque de Recife" levou a escola ao título de campeã.
Um grande conhecedor da história de São Paulo, Geraldo pesquisou e compôs o samba Tebas que conta a história da origem desse termo que significava "o bom" ou "o melhor" e era muito usado pelos paulistanos no século passado. A origem desse termo se dá devido a um escravo que conseguiu sua carta de alforria por ser um grande conhecedor de alvenaria e hidráulica, sendo o responsável pela construção das torres da Catedral da Sé e da canalização dos esgotos da região central da cidade. Foi dele o primeiro casamento na catedral após a construção das torres. Ele construiu também um chafariz no centro da cidade. Ambas autorias não são lembrados pelas autoridades.
Nos últimos anos de vida trabalhou na organização do Carnaval na cidade de S. Paulo, tornando-se uma referência da cultura negra paulistana. Um aspecto pouco estudado de sua obra é a releitura do samba rural paulista ("Batuque de Pirapora", "Tradições e Festas de Pirapora"), que trazem elementos dos jongos, vissungos e batuques ensinados por sua avó. Deixou poucas gravações, e boa parte de sua obra continua desconhecida. O LP “Geraldo Filme”, gravado em 1980, demorou 23 anos para ser lançado em CD (Eldorado, 2003).
Uma importante gravação de cunho documental e histórico, O Canto dos Escravos, com Clementina de Jesus e Doca da Portela (Eldorado, 1982), também já pode ser encontrada em CD. A gravação do programa Ensaio, realizada em 1982, é outro documento valioso sobre Geraldo Filme (SESC/ TV Cultura).
Suas composições podem ser ouvidas em gravações de Beth Carvalho (Beth Carvalho Canta o Samba de São Paulo), Osvaldinho da Cuíca (História do Samba Paulista), grupo A Barca, entre outros. Existe em vídeo um documentário sobre sua obra, realizado por Carlos Cortez, uma coprodução da TV Cultura, CPC-Umes e Birô da Criação. (Ouvir também o álbum de Plínio Marcos - Nas quebradas do Mundaréu - que mistura a prosa, contada por Plínio, e o samba, cantado por Geraldo Filme)

## Discografia
- 1973 - História das Quebradas do Mundaréu ( com Plínio Marcos, Toniquinho Batuqueiro e Zeca da Casa Verde )
- 1980 - Geraldo Filme
- 1982 - O Canto dos Escravos (com Clementina de Jesus e Doca)
- 1982 - Memória Eldorado